# Аль-Адуа, Иссам
Иссам эль-Адуа (фр. Issam El Adoua; родился 9 декабря 1986, Касабланка, Марокко) — марокканский футболист, центральный защитник.

## Клубная карьера
Родившийся в Касабланке Иссам эль-Адуа дебютировал на профессиональном уровне в составе клуба «Видад» из своего родного города, в этой команде сформировалась прочная связка его с Хишамом Луисси.
25 мая 2009 года Иссам эль-Адуа перебрался за границу, подписав четырёхлетний контракт с клубом французской Лиги 1 «Ланс». Он дебютировал за него 23 сентября того же года, в выездном победном (4:3) матче с «Монпелье», проходившем в рамках Кубка французской лиги. Но в Лиге 1 марокканец не смог дебютировать, и 16 января 2010 года был отдан в аренду французскому «Нанту», выступавшему тогда в Лиге 2, где успел провести восемь матчей, после чего вернулся в «Ланс».
В июне 2010 года Иссам эль-Адуа переехал в Кувейт, став игроком местной «Аль-Кадисии» . В течение одного проведённого он успел выиграть с командой чемпионат страны и Кубок Федерации. 4 июня 2011 года марокканец вернулся в Европу, подписав двухлетний контракт с португальской «Виторией Гимарайнш».
18 июня 2013 года в качестве свободного агента Иссам эль-Адуа присоединился к испанскому «Леванте», подписав с ним двухлетний контракт. Он дебютировал в Ла Лиге 17 августа, выйдя на замену во втором тайме гостевого поединка против «Барселоны».
15 февраля 2015 года Иссам эль-Адуа перешёл в китайский клуб «Чунцин Лифань».

## Карьера в сборной
После нескольких матчей за молодёжную сборную Марокко Иссам эль-Адуа дебютировал за главную национальную команду 12 августа 2009 года в товарищеском матче с Конго.

## Достижения
«Видад Касабланка»
- Чемпион Марокко: 2005/06

«Аль-Кадсия»
- Чемпион Кувейта: 2010/11
- Обладатель Кубка федерации Кувейта: 2010/11

«Витория Гимарайнш»
- Обладатель Кубка Португалии: 2012/13